# Paul Dacoury-Tabley
Paul Dacoury-Tabley (* 5. Dezember 1934 in Kpapékou) ist Altbischof von Grand-Bassam.

## Leben
Paul Dacoury-Tabley empfing am 27. Dezember 1961 die Priesterweihe. Johannes Paul II. ernannte ihn am 9. April 1979  zum Weihbischof in Abidjan und Titularbischof von Castra Severiana.
Der Erzbischof von Abidjan, Bernard Yago, spendete ihm am 22. Juli desselben Jahres die Bischofsweihe; Mitkonsekratoren waren Noël Kokora-Tekry, Bischof von Gagnoa, und Laurent Yapi, Bischof von Abengourou. 
Am 19. Dezember 1994 wurde er zum Bischof von Grand-Bassam ernannt. Am 27. März 2010 nahm Papst Benedikt XVI. seinen altersbedingten Rücktritt an.